# Santa Maria Hoè
Santa Maria Hoè – miejscowość i gmina we Włoszech, w regionie Lombardia, w prowincji Lecco.
Według danych na rok 2004 gminę zamieszkuje 1995 osób, 997,5 os./km².